# Sylvia Österberg
Sylvia Österberg, född 3 juni 1934, död 10 februari 2012, var en svensk rallyförare och kartläsare.
Sylvia Österberg tävlade i rally mellan åren 1960 och 1975. Tidigare hade hon kört lite "Stock car" och tillsammans med maken Ingemar Österberg även lite bilorientering, men år 1960 debuterade hon i rally efter att maken Ingemar anmält henne till det Nordiska Damrallyt.
Sylvia Österberg var också med och grundade föreningen Rallyklassikerna och Klassiska Rallycupen.

## Rallyresultat i urval
- 1960 - 5:e plats i Nordiska Damrallyt, Volvo PV 444 (hennes egen bil)
- 1960 eller -61 - 1:a plats i Mälarrallyt, damklassen
- 1960 eller -61 - 2:a plats i Midnattsolsrallyt, damklassen
- 1962 - 2:a plats i Jyväskyllärallyt i Finland, Volvo
- 1963 - 2:a plats i Monte Carlo-rallyt, Volvo
- 1963 - 2:a plats i Holländska Tulpanrallyt
- 1963 - 1:a plats i Midnattssolsrallyt, damklassen, Volvo Amazon
- 1963 - 1:a plats i Jyväskyllärallyt i Finland, damklassen
- 1963 - 1:a plats i Polska rallyt, damklassen
- 1963 - 1:a plats i Rally Deutschland, damklassen
- 1963 - Nordisk mästare i rally
- 1963 - Europamästare i rally
- 1964 - 1:a plats i Midnattssolsrallyt, damklassen, Volvo PV
- 1964 - Nordisk mästare i rally
- 1965 - 2:a plats i Midnattssolsrallyt, damklassen, Volvo PV
- 1966 - T-tävlingen Älgjakten, Renault R8 Gordini
- 1966 - Europamästare i rally tillsammans med Ingalill Edenring (kartläsare)
- 1987 - Vann Klassiska Rallycupen tillsammans med Tom Trana (förare), Volvo PV 544
- 1988 - Vann Klassiska Rallycupen tillsammans med Tom Trana (förare), Volvo PV 544
- 1992 - Vann Klassiska Rallycupen tillsammans med Jerry Larsson (förare)[3]